# System e-TOLL

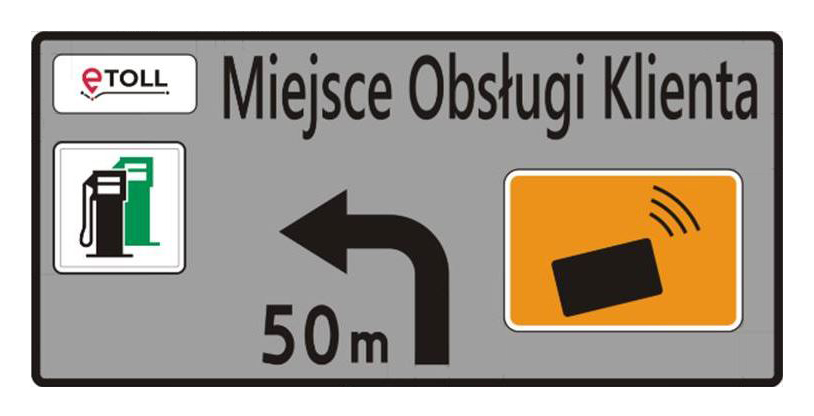

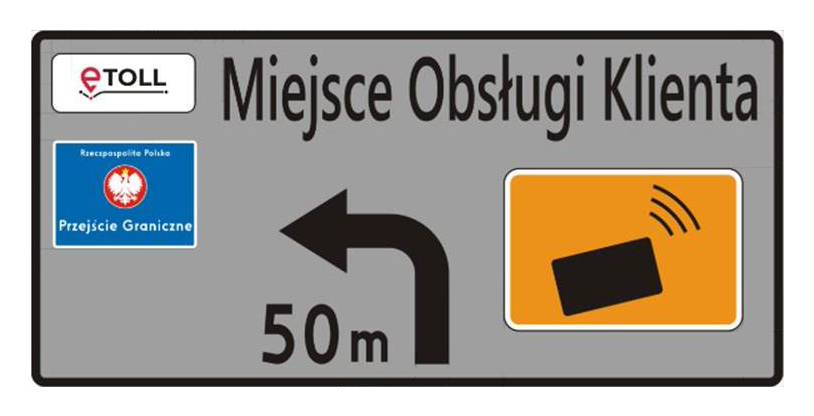
Znaki informacyjne kierujące do Miejsca Obsługi Klienta systemu e-TOLL

System e-TOLL – stworzony i nadzorowany przez Szefa Krajowej Administracji Skarbowej system poboru opłaty elektronicznej za przejazd po wybranych odcinkach autostrad, dróg ekspresowych i krajowych w Polsce. 1 października 2021 zastąpił obowiązujący od lipca 2011 r. system viaTOLL.

## Historia
1 lipca 2020 Szef Krajowej Administracji Skarbowej (KAS) przejął od Głównego Inspektora Transportu Drogowego (GITD) pobór opłaty elektronicznej za przejazd po drogach krajowych i opłaty za przejazd płatnymi odcinkami autostrad, a także utrzymanie, eksploatowanie i rozwijanie elektronicznego systemu poboru opłat. W ramach realizacji tych zdań został stworzony system e-TOLL.
Pierwszy etap
- czerwiec 2021 – uruchomienie poboru opłaty w e-TOLL dla pojazdów ciężkich o dopuszczalnej masie całkowitej (dmc) powyżej 3,5 tony i autobusów na płatnych odcinkach dróg w całym kraju;
- do 30 września 2021 trwał okres przejściowy, w którym funkcjonowały dwa systemy e-TOLL i viaTOLL;
- od 1 października 2021 jedynym systemem opłaty elektronicznej na państwowych drogach płatnych w Polsce jest e-TOLL.

W pierwszym etapie do korzystania z systemu e-TOLL zobowiązani zostali użytkownicy pojazdów samochodowych lub zespołów pojazdów o dopuszczalnej masie całkowitej powyżej 3,5 tony, a także użytkownicy autobusów niezależnie od dopuszczalnej masy całkowitej, który porusza się po sieci dróg płatnych. Wśród pojazdów tych mogą się znaleźć samochody osobowe poruszające się wraz z przyczepą, jeśli łączna dopuszczalna masa całkowita takiego zestawu przekracza 3,5 tony.
Drugi etap i późniejsze zmiany
- 1 grudnia 2021 – likwidacja Manualnego Systemu Poboru Opłat na odcinkach autostrad: A2 Konin Wschód – Stryków oraz A4 Bielany Wrocławskie – Gliwice Sośnica i uruchomienie na tych odcinkach usługi e-bilet autostradowy[5], z systemu e-TOLL korzystają pozostałe pojazdy. Użytkownicy tych odcinków opłacają przejazd za pomocą aplikacji e-TOLL PL lub przez e-bilet autostradowy[6];
- 1 lipca 2023 – zniesienie opłat za przejazdy pojazdami lekkimi na odcinkach, na których miał zastosowanie e-bilet autostradowy. Zmiana dotyczy użytkowników samochodów osobowych, motocykli i zespołów pojazdów o dopuszczalnej masie całkowitej nieprzekraczającej 3,5 tony[7].

Wpływy z poboru opłaty elektronicznej zasilają Krajowy Fundusz Drogowy, z którego finansowana jest budowa i utrzymanie dróg krajowych. Wysokość opłaty elektronicznej uzależniona jest od kategorii pojazdu, rodzaju drogi i klasy emisji spalin.

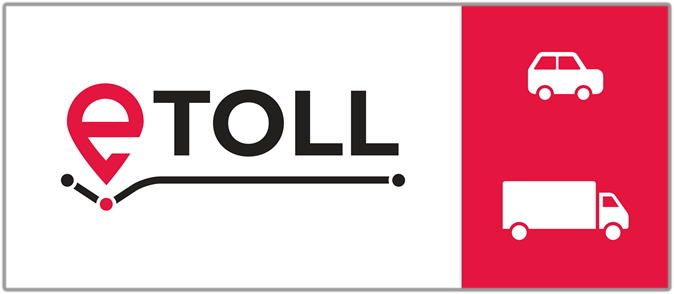
Baner oznaczający pasy jezdni wydzielone dla użytkowników systemu e-TOLL

## Technologia
System e-TOLL został stworzony w oparciu o technologię pozycjonowania satelitarnego (GNSS). Dane geolokalizacyjne przesyłane są do systemu w celu naliczenia należnej opłaty za zrealizowany przejazd odcinkami dróg płatnych. System e-TOLL zastąpił oparty na technologii radiowej (DSRC) system viaTOLL.
Do przekazywania danych geolokalizacyjnych, użytkownicy systemu e-TOLL mogą wybrać:
- aplikację mobilną e-TOLL PL[8]
- urządzenia pokładowe OBU (On Board Unit)
- ZSL – Zewnętrzny System Lokalizacyjny[9]

Za pośrednictwem aplikacji mobilnej oraz urządzeń OBU i ZSL możliwe jest przesyłanie danych lokalizacyjnych do rejestru zgłoszeń SENT. W ramach systemu e-TOLL użytkownicy będą mogli korzystać z Europejskiej Usługi Opłaty Elektronicznej (EETS).
Do systemu można rejestrować się online za pomocą Internetowego Konta Klienta, które znajduje się na stronie internetowej systemu e-TOLL, przez e‑Urząd Skarbowy, osobiście w Miejscu Obsługi Klienta e‑TOLL, a także za pośrednictwem wybranego operatora kart flotowych oferującego takie usługi. Na stronie e‑TOLL, w panelu użytkownika, znajdują się wszystkie pomocne informacje wyjaśniające, czym jest Internetowe Konto Klienta oraz jak z niego korzystać.